# Águas de Portugal
Águas de Portugal (AdP) ist die staatliche Wassergesellschaft Portugals, bestehend aus einer Gruppe mehrerer portugiesischer Dienstleistungsunternehmen (Anzahl: 43 in 2010), die für mehr als 7 Millionen Portugiesen in den drei Bereichen der sanitären Grundversorgung tätig sind:
- Wasserversorgung
- Kanalisation
- Wasseraufbereitung und Recycling fester Abfallstoffe

Den Zusammenschluss der Gesellschaft fand 1993 statt. 2008 verzeichnete AdP einen Umsatz von 614,8 Mio. Euro. Águas de Portugal ist in Portugal ein öffentliches Unternehmen im Umweltsektor. Der Hauptsitz befindet sich in Lissabon.
Der Konzern ist mit seinen Tochterunternehmen auf dem internationalen Markt mit den angebotenen Dienstleistungen und technischer Unterstützung in Mosambik, Osttimor, Angola und Nordafrika tätig.
AdP kontrolliert die EPAL - Empresa de Aguas Livres Portuguesa, das größte Unternehmen im Bereich Wasserwirtschaft in Portugal, das die Versorgung in den Gemeinden von Lissabon und den umliegenden Kreisen betreibt.

## Politische Einflüsse
Von 1996 bis 2002 wurde das Unternehmen von Mário Lino geleitet. 2004 musste Amílcar Theias als Umweltminister aus dem Kabinett Durão Barroso auf Druck des Premierministers zurücktreten, da er sich bei dessen Postenbesetzung im Vorstand des Unternehmens gegen ihn wandte.